# Juan Ramírez de Baquedano
Juan Ramírez de Baquedano (San Martín de Amescoa, bat. 14 de maig de 1645-1723), marquès d'Andia i cavaller de Calatrava, fou un noble i polític navarrès.
Fill de Diego Ramírez de Baquedano i de Maria de Eulate. Senyor dels palaus de San Martín i Ecala per cessió del seu pare. Per ells va ser convocat com a cavaller a Corts entre 1684 i 1724. Llicenciat en lleis, estudià als Col·legis de Santa Cruz de Valladolid i del Santo Espíritu d'Oñati, arribant a ser catedràtic a Valladolid el 1669-1670.
Va ocupar diversos càrrecs polítics, primer a la seva regió natal: fou nomenat Alcalde la Reial Cort de Navarra (1682), oïdor del Consell Reial de Navarra (1686), Alcalde de Casa i Cort (1687). Més tard va ser membre el Consell de les Ordes (1695), any en què també va rebre de Carles II el títol de marquès d'Andia, A partir de 1699 entra al Consell de Castella, exercint diversos any com a conseller (1699-1700, 1714-1715). Fou president del Consell de Castellà dues vegades, primer amb la reforma de Macanaz i Orry, que va dividir el consell i li atorgà cinc presidències, una de les quals assumí. La reforma en si mateixa fou desfeta per manca de funcionament i oposició d'alguns consellers i només tornaria a ser governador del consell de forma interina des del 10 d'octubre de 1715 a 27 de febrer de 1716, quan es nomenà un successor.
Casat amb Manuela de Robles, va morir el 1723, el succeí el seu fill Juan Francisco.